# Дхану (месяц)
Дха́ну (санскр. धनु, IAST: Dhanu) — это солнечный месяц (девятый из 12-и) в древнеиндийском лунно-солнечном календаре, соответствует зодиакальному созвездию Стрелец и приходится примерно на вторую половину декабря и первую половину января в григорианском календаре.
В ведических текстах месяц называется Саха́са (санскр. सहस, IAST: Sahasa), но в этих древних текстах он не имеет зодиакальных ассоциаций. Солнечный месяц Дхану перекрывается с лунным месяцем Пауша, в индийских лунно-солнечных календарях и знаменует зимний сезон на индийском субконтиненте. Ему предшествует солнечный месяц Вришика, а затем идёт солнечный месяц Макара.
Месяц Дхану называется Ма́рказхи (там. மார்கழி, IAST: Mārkaṣi) в тимильском календаре. Древние и средневековые санскритские тексты Индии различаются в своих расчетах относительно продолжительности месяца Дхану, как и остальных месяцев. Например, Сурья сиддханта, датированная ок. 400 годом, рассчитывает продолжительность месяца, как 29 дней, 7 часов, 37 минут и 36 секунд. В отличие от этого, Арья сиддханта рассчитывает продолжительность месяца, как 29 дней, 8 часов, 24 минуты и 48 секунд. Индийские названия солнечных месяцев значимы в эпиграфических исследованиях Южной Азии. Например, месяц Дхану, наряду с другими солнечными месяцами, найден вписанным в индийских храмах и памятниках империи Чола средневековой эпохи.
Дхану также является: 
- астрологическим знаком зодиака в индийской астрологии, где соответствует Стрельцу[9].
- вторым месяцом дариского календаря Марса.